# Jens Lurås Oftebro
Pour les articles homonymes, voir Oftebro.
Jens Christian Lurås Oftebro, né le 21 juillet 2000, est un coureur norvégien du combiné nordique.

## Biographie
Aux championnats du monde junior 2017, il a participé à trois épreuves, enregistrant une 17e place individuelle et une 6e place à la compétition par équipes. Aux championnats du monde juniors de 2018, il a pris une 10e place dans l'épreuve des 5 kilomètres et a remporté une médaille de bronze au relais. 
Il a fait ses débuts en Coupe Continentale en janvier 2017 à Høydalsmo et a réalisé son premier podium en janvier 2018 à Rena et gagné deux courses à Klingenthal en 2019. Il a fait ses débuts en Coupe du monde en mars 2018 à Holmenkollen, terminant dans le même temps pour la première fois dans le top 30 avec une 27e place. 
Aux Championnats du monde junior 2019, en plus de sa médaille d'argent par équipes, il s'illustre en individuel avec une médaille de bronze obtenue sur le sprint. Ensuite, pour clore sa saison, il arrive sixième à l'étape de Coupe du monde à Holmenkollen.
Dans cette dynamique, il commence la saison 2019-2020 avec deux troisièmes places à Ruka, sur des courses qui sont remportées par son compatriote Jarl Magnus Riiber. Auteur de trois autres podiums cet hiver, il occupe le quatrième rang au classement général en fin de saison.
Sur la première étape de la Coupe du monde 2020-2021, à Ruka, il remporte la troisième course et donc la première victoire de sa carrière. 
Il fait partie du club sportif IL Jardar. Il est un jeune frère d'Einar Lurås Oftebro.

## Palmarès

### Jeux olympiques d'hiver
| Épreuve / Édition | Individuel     | Individuel     | Par équipes Grand tremplin |
| Épreuve / Édition | Petit tremplin | Grand tremplin | Par équipes Grand tremplin |
| JO 2022 Pékin     | 10e            | Argent         | Or                         |

### Championnats du monde
| Épreuve / Édition        | Individuel     | Individuel     | Par équipes                      | Par équipes                      | Par équipes mixte                |
| Épreuve / Édition        | Petit tremplin | Grand tremplin | Grand tremplin Relais            | Petit tremplin Relais            | Petit tremplin Relais            |
| Mondiaux 2021 Oberstdorf | Bronze         | 7e             | Épreuve inexistante à cette date | Or                               | Épreuve inexistante à cette date |
| Mondiaux 2023 Planica    |                | Argent         | Or                               | Épreuve inexistante à cette date | Or                               |
| Mondiaux 2025 Trondheim  | Argent         |                | Bronze                           | Épreuve inexistante à cette date | Or                               |

### Coupe du monde
- Meilleur classement général : 4e en 2020.
- Trophée du meilleur skieur en 2023 et 2025.
- 33 podiums individuels : 7 victoires, 10 deuxièmes places et 16 troisièmes places.
- 4 podiums en relais : 4 victoires.
- 3 podiums par équipes mixte dont 3 victoires.

#### Différents classements en Coupe du monde
| Année     | Classement général final |
| 2017-2018 | 63e                      |
| 2018-2019 | 40e                      |
| 2019-2020 | 4e                       |
| 2020-2021 | 8e                       |
| 2021-2022 | 6e                       |
| 2022-2023 | 2e                       |

#### Détail des victoires
| Édition / Épreuve | Gundersen                    | Compact individuel | Total |
| 2020-2021         | Ruka                         |                    | 1     |
| 2022-2023         | Lillehammer Seefeld Schonach |                    | 3     |
| 2023-2024         |                              | Ruka               | 1     |
| 2024-2025         | Schonach                     | Seefeld            | 2     |
| Total             | 5                            | 2                  | 7     |

### Championnats du monde junior
- Médaille de bronze de l'épreuve par équipes en 2018.
- Médaille d'argent de l'épreuve par équipes en 2019.
- Médaille de bronze du sprint en 2019.

### Coupe continentale
- 2 victoires en 2019 à Klingenthal.

### Grand prix d'été
- 2 podiums dont 1 victoire.